# Тшебиня (станция)
Тшебиня (пол. Trzebinia) — пассажирская и грузовая железнодорожная станция в городе Тшебиня, в Малопольском воеводстве Польши. Имеет 4 платформы и 7 путей. Относится по классификации к категории C, т.е. обслуживает от 300 тысяч до 1 миллиона пассажиров ежегодно.
Станция построена в 1847 году на железнодорожной линии Домброва-Гурнича Зомбковице — Явожно-Щакова — Тшебиня — Краков. Теперь существующее здание вокзала построили в 1856 году.